# Apocalipsi d'Adam
L'Apocalipsi d'Adam és un text trobat al còdex V dels Manuscrits de Nag Hammadi que forma part de la literatura apocalíptica jueva i gnòstica. La còpia conservada està en copte i data del segle iv però l'original grec anterior podria ser d'alguns segles abans.

## Argument
Adam quan compleix 700 anys crida el seu fill Set i li explica que quan va ser creat per Déu va rebre d'ell una paraula de saviesa que el feia fins i tot més poderós que el mateix Creador. Preveient possibles efectes, el va fer perdre aquesta paraula, fet que va provocar un gran dolor en la primera parella. Una nit, tres homes desconeguts es van aparèixer a Adam i li van revelar el futur, on després de diversos intents de destrucció de la humanitat, s'aixcaven tretze regnes poderosos fins a l'arribada d'un Il·luminador final.

## Anàlisi
Part de la visió revelada pels homes angèlics a Adam és un resum de l'Antic Testament, com el passatge que fa referència a l'Arca de Noè. D'altres inclusions, com la referència a un baptisme d'esperit, semblen addicions cristianes tardanes. Els elements gnòstics són força rellevants, com les al·lusions als eons (emanacions divines) i a la llum, que és la característica principal de l'Il·luminador final o Messies. El dualisme d'aquesta doctrina arriba fins i tot al tractament de Déu, que no apareix com l'ésser de bondat suprema cristià sinó una figura ambivalent, que dota de poder als humans però també vol la seva destrucció.